# Иван Гончаров
Ива̀н Алекса̀ндрович Гончаро̀в (на руски: Иван Александрович Гончаров) е руски писател.
Роден е на 6 юни (18 юни нов стил) 1812 година в Симбирск в семейството на заможен търговец. През 1834 година завършва Московския университет и малко по-късно се установява в Санкт Петербург, където заема чиновнически постове и работи като частен учител, като в същото време започва да публикува свои произведения. През 1847 година излиза първият му роман „Обикновена история“ (Обыкновенная история), а най-известен остава с романа „Обломов“ (Обломов, 1859).
Иван Гончаров умира от пневмония на 15 септември (27 септември нов стил) 1891 година в Санкт Петербург.